# Heliopyrgus
Heliopyrgus is een geslacht van vlinders van de familie dikkopjes (Hesperiidae), uit de onderfamilie Pyrginae.

## Soorten
- H. americanus (Blanchard, 1852)
- H. domicella (Erichson, 1848)